# 405-й истребительный авиационный полк ПВО
405-й истребительный авиационный полк ПВО (405-й иап ПВО) — воинская часть истребительной авиации ПВО, принимавшая участие в боевых действиях Великой Отечественной войны.

## Наименования полка
- 405-й истребительный авиационный полк ПВО[1][2].
- Войсковая часть (полевая почта) 15560[1][2].

## История и боевой путь полка
405-й истребительный авиационный полк сформирован 14 октября 1942 года в Приволжском военном округе при 144-й истребительной дивизии ПВО на аэродроме Разбойщина (город Саратов) по штату 015/174 на самолётах Як-1 и Ла-5.
20 марта 1943 года полк в составе 144-й истребительной дивизии ПВО Саратовско-Балашовского района ПВО приступил к боевой работе на самолётах Як-1 и Ла-5.
Первая (и единственная) известная воздушная победа полка в Отечественной войне одержана 27 июня 1943 года: командир полка майор Шапочка В. А. в воздушном бою в районе Саратова сбил немецкий бомбардировщик Junkers Ju 88.
27 июня 1943 года полк исключён из действующей армии. 29 июня 1943 года вместе со 144-й иад ПВО Саратовско-Балашовского района ПВО вошёл в состав войск вновь образованного Восточного фронта ПВО. В апреле 1944 года в связи с реорганизацией войск ПВО страны в составе 144-й иад ПВО включён в 5-й корпус ПВО Южного фронта ПВО (образован 29.03.1944 года на базе Восточного и Западного фронтов ПВО).
7 июля 1944 года передан из 144-й иад ПВО в состав 36-й истребительной дивизии ПВО. С 15 июля 1944 года вновь включён в действующую армию и приступил к боевой работе в составе 36-й истребительной дивизии ПВО 4-го корпуса ПВО Северного фронта ПВО на самолётах Ла-5. В августе вместе с 36-й иад передан в 5-й корпус ПВО Северного фронта ПВО. 24 декабря 1944 года вместе с 36-й иад ПВО 5-го корпуса ПВО включён в состав войск Западного фронта ПВО (2 формирования) (преобразован из Северного фронта ПВО). В марте 1945 года в составе 36-й иад ПВО из 5-го корпуса ПВО передан в 82-ю дивизию ПВО Западного фронта ПВО.
До конца войны входил в состав 36-й истребительной дивизии ПВО.
Всего в составе действующей армии полк находился: с 10 марта по 27 июня 1943 года и с 15 июля 1944 года по 9 мая 1945 года.
Всего за годы войны полком:
- Сбито самолётов противника — 1 (бомбардировщик).

День Победы 9 мая 1945 года полк встретил на аэродроме Варшава в Польше.

## Память
В память о полке, защищавшем небо Саратова, в посёлке Анисовский установлен памятник

## Командир полка
- майор Шапочка Василий Александрович[1], 1943—1945

## Послевоенная история полка
После войны полк базировался на аэродроме Варшава в Польше и входил в состав 36-й истребительной дивизии ПВО.
В связи с решением Правительства СССР (Постановление СМ СССР от 03.05.1946 г. № 976-408сс) 36-я истребительная авиационная дивизия расформирована срок до 15 июля 1946 года, а полк 15 апреля 1946 года перебазирован с аэродрома Варшава в состав 2-го гвардейского иак ПВО на аэродром Пушкин. 5 июня 1946 года полк расформирован во 2-м гвардейском иак ПВО на основании директивы ГШ ВС СССР № орг/3/246964 от 23.05.1946 г. и директивы Командующего ИА ПВО страны № 366482 от 28.05.1946 года.